# Universidade da Guiana

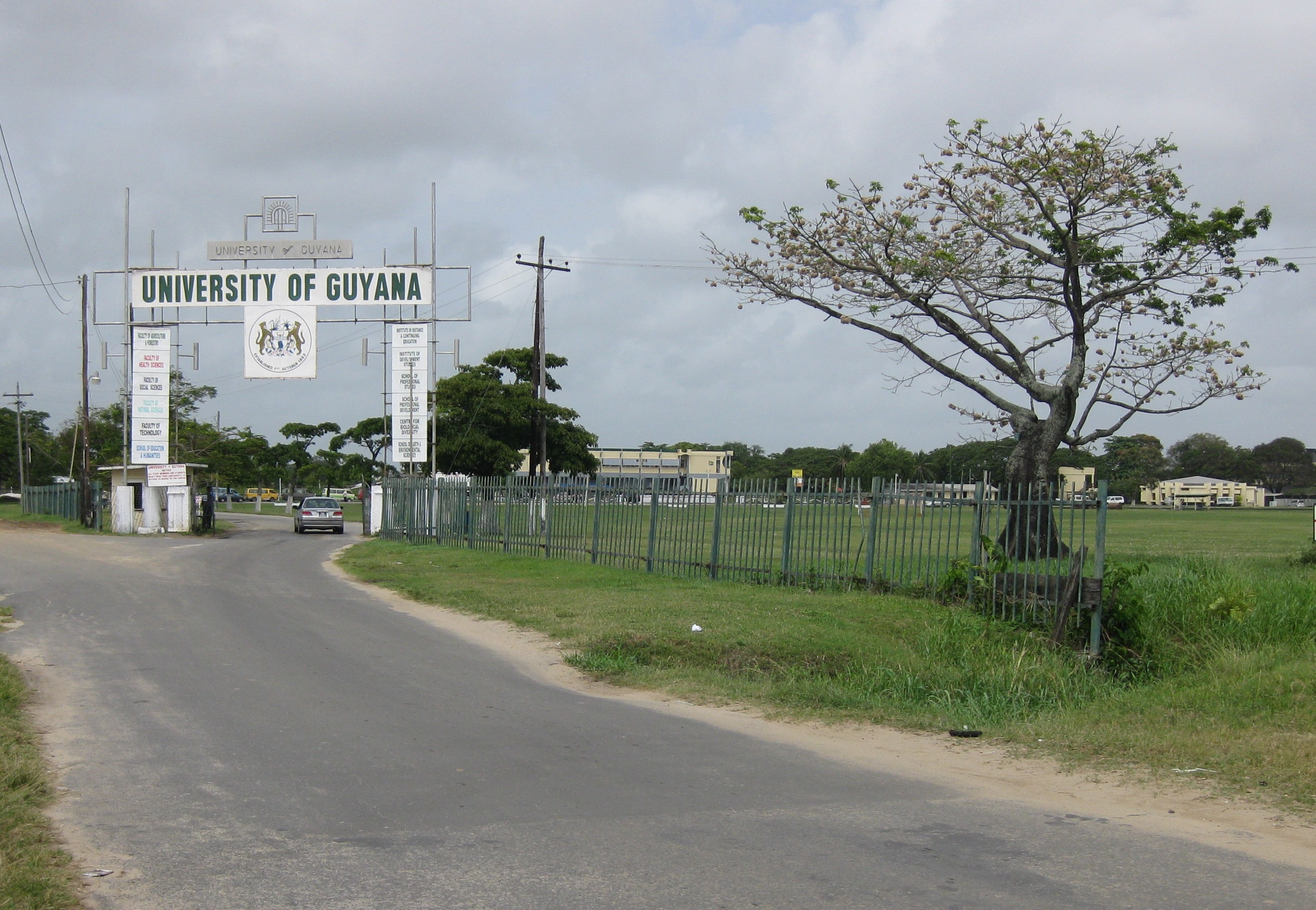
Fotografia da entrada da Universidade da Guiana

A Universidade da Guiana, em Georgetown, Guiana, foi estabelecida em 1963 pelo governo guianense e é a única instituição nacional de ensino superior da Guiana. Foi criada em abril de 1963 com a seguinte Missão: “Descobrir, gerar, disseminar e aplicar o conhecimento do mais alto padrão ao serviço da comunidade, da nação e de toda a humanidade dentro de uma atmosfera de liberdade acadêmica que permita a livre investigação crítica”.
A Universidade da Guiana oferece, atualmente, mais de 60 programas de graduação e pós-graduação, incluindo Ciências Naturais, Engenharia, Estudos Ambientais, Engenharia Florestal, Planejamento e Gestão Urbana, Estudos de Turismo, Educação, Artes Criativas, Economia, Direito, Medicina, Optometria e Enfermagem. 
Vários programas on-line estão disponíveis, assim como aulas extramuros através do IDCE em quatro locais: na cidade de Georgetown e nas cidades de Anna Regina e Essequibo, na Região 2; Linden e Upper Demerara, na Região 4 e New Amsterdam e Berbice, na Região 6. A instituição tinha cerca de 8.000 alunos em 2016 e já formou mais de 20.000 estudantes, com carreiras de sucesso em nível local, regional e internacional em todas as áreas de atuação profissional. A Universidade também é um dos principais contribuintes para os setores público e privado e para a economia nacional da Guiana.